# Marea Enciclopedie Rusă
Marea Enciclopedie Rusă (în rusă Больша́я росси́йская энциклопе́дия) este o enciclopedie universală rusă. De publicarea ei este responsabilă editura Marea Enciclopedie Rusă, conform decretului Președintelui Federației Ruse nr. 1156 din 14 octombrie 2002.